# Ølensjøen
Ølensjøen (også Ølenssjøen, Ølsjøen og Ølen) er en by der er administrationsby i Vindafjord kommune i Rogaland fylke i Norge. Byen har 	967 indbyggere (2012). Ølensjøen er den største by i kommunen, og var også administrationsby i den tidligere Ølen kommune, som 1. januar 2006 blev lagt sammen med nabokommunen Vindafjord. Ølensjøen er også regionssenter for de indre dele af Haugalandet.
I Ølensjøen ligger Ølen videregående skole, idrætshal, svømmehal og landets største privatejede slagteri, Fatland Slakteri. I Ølensjøen er der også de seneste år oprettet et større indkøbscenter som blandt andet indeholder apotek og postkontor for kommunerne Etne og Vindafjord. Ølensjøen har mange butikker, blandt andet et stort møbel- og tæppecenter, seks tøjforretninger, urmager og flere frisørsaloner. Lensmandsdistriktet Etne og Vindafjord har også sit kontor i Ølensjøen.

## Historie
Navnet Ølen kommer af det norrøne Ǫlund, som kan have været det oprindelige navn på Ølensfjorden. Indbyggerne kaldes Ølensbuer. Navnet har sammenhæng med det norrøne ala, næring eller føde, og kan sigte til rigdom af fisk.
Navne som Ølensjøen og Ølensvåg kommer fra navnet ǫlund; Frem til slutningen af 1800-tallet var bygdenavnet Aalund (Ålund).
Ovenfor Ølensjøen ligger bygdemuseet Nerheimstunet, på den gamle og centrale gård Nerheim. Dette navnet blev skrevet som Niarðhæim i 1326 og kommer af guden Njord fra norrøn mytologi. Her var et gudehov til ære for Njord. Senere blev det ændret til et kirkested, og de to første Ølenskirkene stod her i den første kristne tiden og frem til 1874. Da den nye kirke blev bygget i 1874 blev denne placeret længere nede ved søen, blandt andet for at den ikke skulle stå så vejrudsat, og for at være lettere tilgængelig for de som kom ad søvejen.

## Eksterne kilder og henvisninger
- Vindafjord kommune
- Tidligere Ølen kommune Arkiveret 7. september 2006 hos  Wayback Machine
- Prosjekt Nye Vindafjord Arkiveret 2. april 2006 hos  Wayback Machine